# Costaceae
Die Costaceae sind eine Familie, die zur Ordnung der Ingwerartigen (Zingiberales) innerhalb der Einkeimblättrigen Pflanzen (Monokotyledonen) gehört. Die acht Gattungen mit 110 bis 120 Arten, die man seit 2010 unterscheidet, sind in den Tropen fast weltweit verbreitet. 
Im Gegensatz zu den Zingiberaceae duften bei den Costaceae die Pflanzen nicht aromatisch. Es werden kaum Arten der Costaceae vom Menschen genutzt. Ab und zu sind einzelne Arten als Zierpflanzen in tropischen Parks und Gärten zu sehen. Fast jeder Botanische Garten stellt einige Arten aus. Als Zimmerpflanzen wird man kaum Exemplare finden. Aus den Rhizomen von Hellenia speciosa (Syn.: Cheilocostus speciosus, Costus speciosus) wird Stärke gewonnen.

## Beschreibung und Ökologie

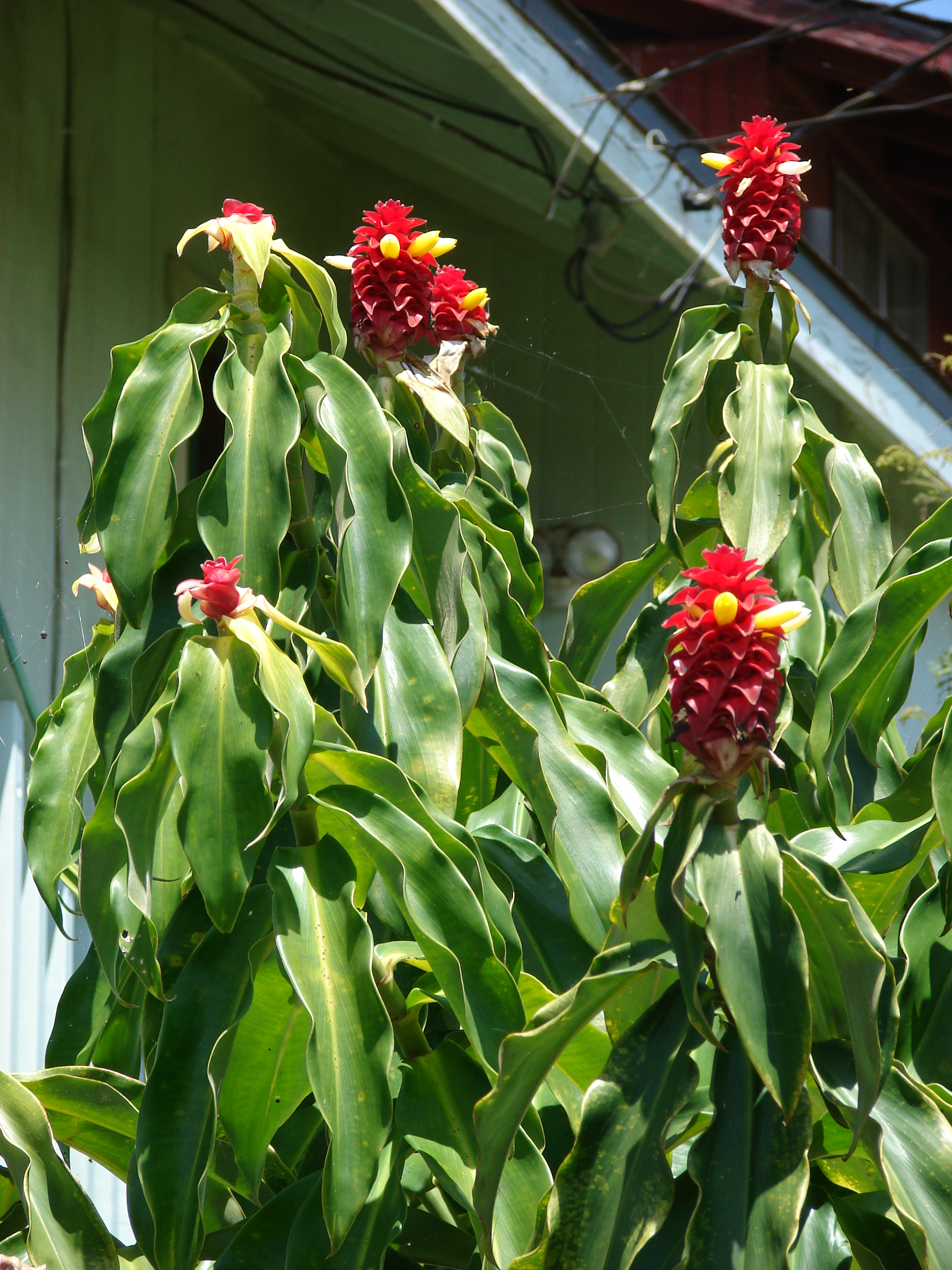
Habitus und Blütenstände von Costus comosus

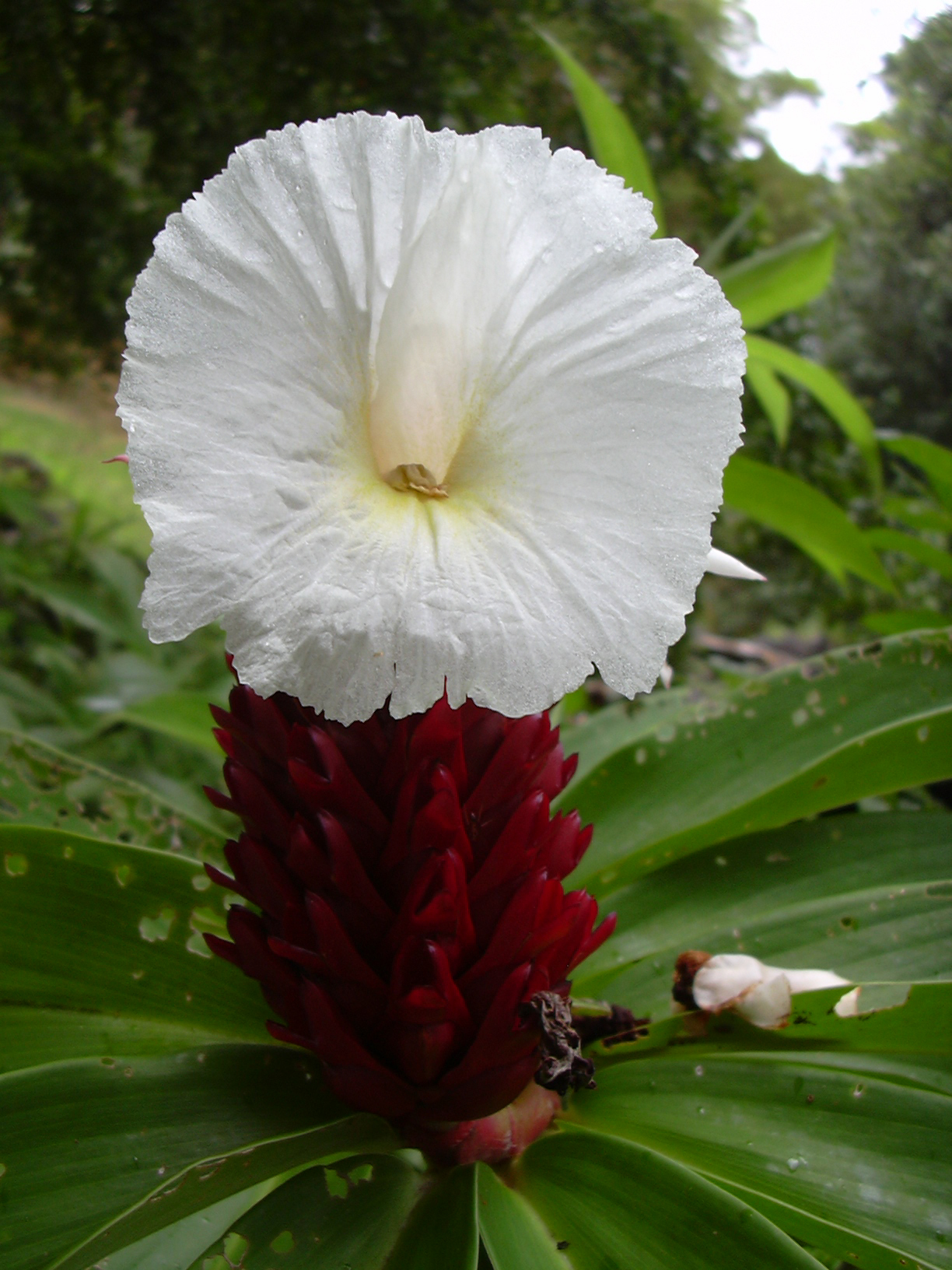
Blütenstand und Blüte von Hellenia speciosa

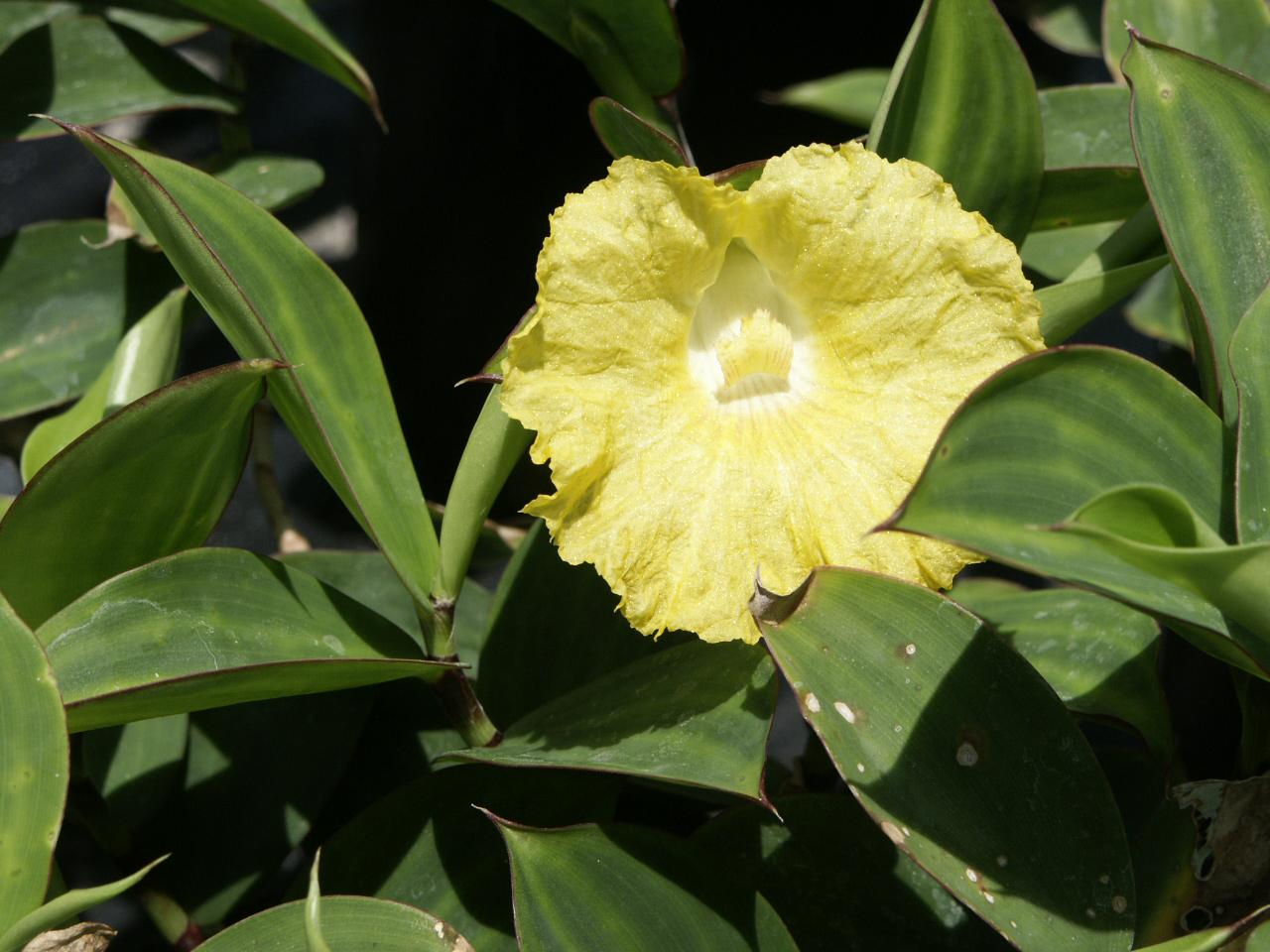
Blüte und Laubblätter von Monocostus uniflorus

Es sind ausdauernde krautige Pflanzen mit Rhizomen. Einige Taxa sind sukkulent, andere sind Kletterpflanzen, wenige Arten sind Epiphyten. Sie sind nicht aromatisch im Gegensatz zu ihren Verwandten, den Ingwergewächsen (Zingiberaceae). Es werden lange, meist unverzweigte, bei einigen Arten verzweigte, meist spiralig gedrehte Stängel gebildet (keine „Pseudostämme“ wie beispielsweise bei den Musaceae). Die wechselständig und spiralig am Stängel angeordneten Laubblätter sind meist gegliedert in Blattstiel und Blattspreite. Die einfache Blattspreite ist schmal bis breit elliptisch, glatt oder behaart und ganzrandig. Die Blattscheide umhüllt den Stängel mindestens teilweise.
Die endständigen, zapfenähnlichen, ährigen oder seltener zymösen Blütenstände besitzen große, oft leuchtend gefärbte Hochblätter (Brakteen); bei wenigen Arten stehen die Blüten einzeln oder zu zweit. Die zwittrigen Blüten sind dreizählig und zygomorph. Die je drei Kelchblätter und Kronblätter sind frei. Von den ursprünglich sechs Staubblättern in jeder Blüte ist nur eines fruchtbar (fertil) mit breitem Staubfaden; die anderen fünf sind zu Staminodien umgewandelt, die zu einem Labellum, das größer ist als die Kronblätter, verwachsen sind. Drei Fruchtblätter sind zu einem unterständigen Fruchtknoten verwachsen mit vielen Samenanlagen je Fruchtknotenkammer. Die Bestäubung erfolgt durch Insekten (Entomophilie) oder Fledertiere (Chiropterophilie). 
Die Blütenformel lautet:
{\displaystyle \downarrow \;K_{(3)}\;C_{(3)}\;A_{1}^{(5St)}\;G_{\overline {(3)}}}
Sie bilden meist zwei- oder dreikammerige Kapselfrüchte mit vielen Samen. Manchmal sind es auch Nussfrüchte. Die stärkehaltigen, schwarzen Samen und besitzen einen weißen oder gelben Arillus.

## Systematik und Verbreitung
Die Verbreitung ist pantropisch, mit Schwerpunkten in der Neotropis und den Pazifischen Inseln.
Die Familie Costaceae enthält 110 bis 120 Arten. Seit Tomlinson 1962 enthielt die Familie nur vier Gattungen. 2006 wurden einige Arten der Gattung Costus s. l. in die drei neuen Gattungen Cheilocostus, Chamaecostus, Paracostus gestellt, 2013 ersetzt der Gattungsname Hellenia den Gattungsnamen Cheilocostus, so dass gleich viele, also sieben Gattungen zur Familie Costaceae gehören:
- Costus L. s. str. (Syn.: Banksea J.Koenig, Jacuanga T.Lestib., Cadalvena Fenzl), auch Kostwurz, Zieringwer oder Spiralingwer genannt: Die etwa 80 (bis 100 Arten) sind im gesamten Tropengürtel verbreitet.[3]
- Dimerocostus Kuntze (Syn.: Mulfordia Rusby): Die nur drei Arten sind in der Neotropis verbreitet.
- Hellenia Retz.: Auf Vorschlag von Suchandra Ranjit Dutta 2010[4] wurden alle Arten, die seit 2006 zu Cheilocostus gehörten, in diese reaktivierte Gattung, da Cheilocostus C.Specht ungültig veröffentlicht wurde. Nach Rafaël Govaerts 2013 gehören fünf Arten dazu. Sie kommen vom subtropischen bis tropischen Asien über Malesien bis Queensland vor.[2]
- Monocostus K.Schum.: Es ist eine monotypische Gattung:[3]
  - Monocostus uniflorus (Poepp. ex Petersen) Maas (Syn.: Monocostus ulei K.Schum.): Dieser Endemit kommt nur am Río Huallaga nahe der Stadt Tarapoto in Peru in Höhenlagen von etwa 500 Metern vor.
- Paracostus C.Specht: Sie enthält nur zwei Arten:
  - Paracostus englerianus (K.Schum.) C.Specht: Sie im tropischen Afrika verbreitet.[3]
  - Paracostus paradoxus (K.Schum.) C.Specht: Sie ist auf dem Indonesischen Archipel verbreitet.[3]
- Tapeinochilos Miq.: Das Verbreitungsgebiet der etwa 17 Arten reicht von den Sulu-Inseln der Molukken über Neuguinea bis Vanuatu und dem tropischen Australien (nördliches Queensland) als südlichstem Gebiet. Das Zentrum der Artenvielfalt mit 80 % der Arten liegt in Neuguinea.[3]

## Bilder
Kostwurz-Arten (Costus):

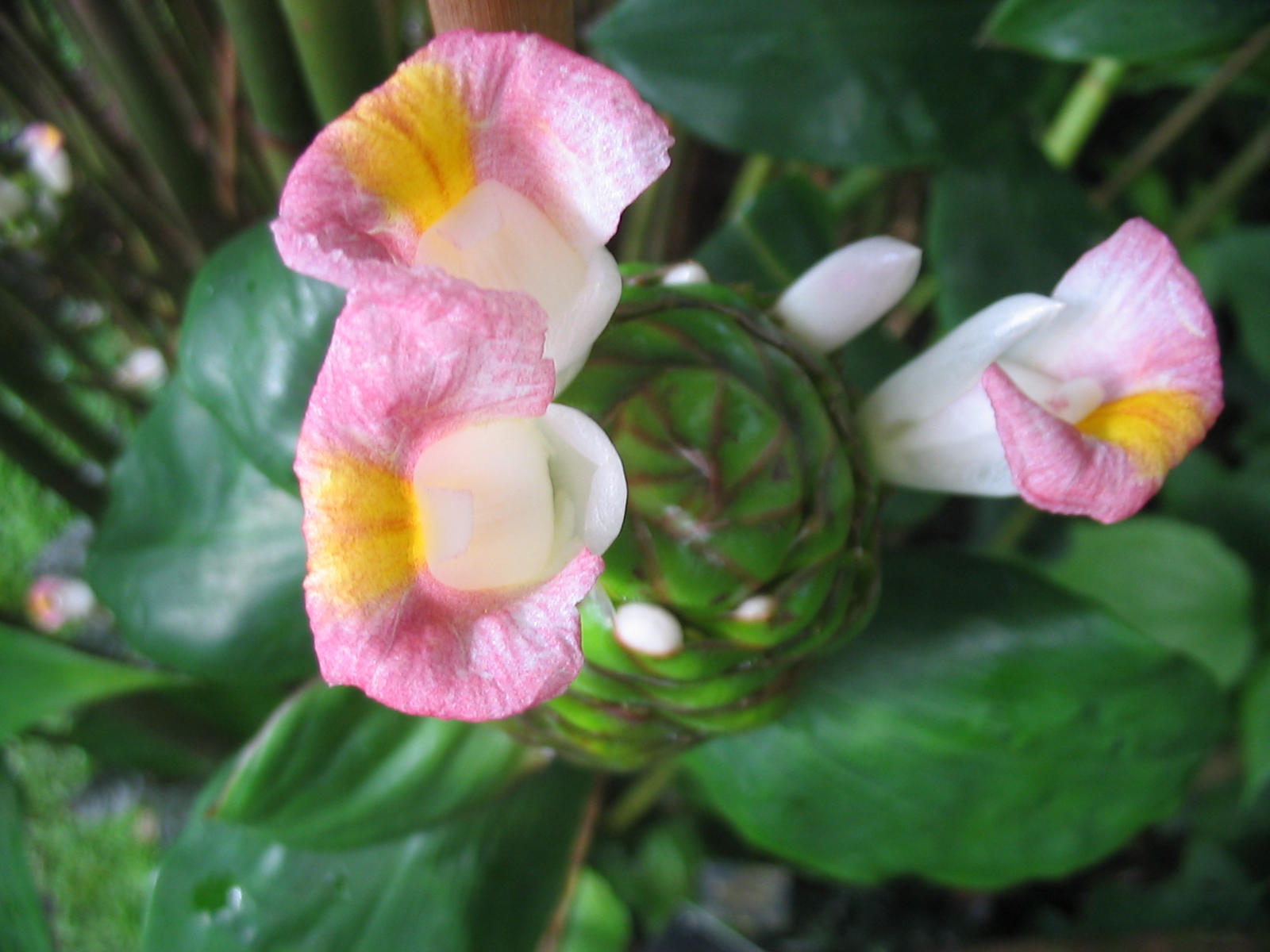
Costus afer
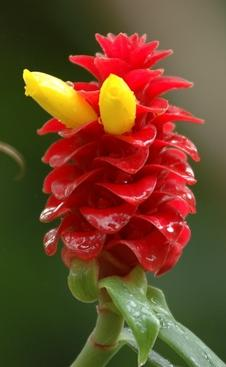
Costus barbatus
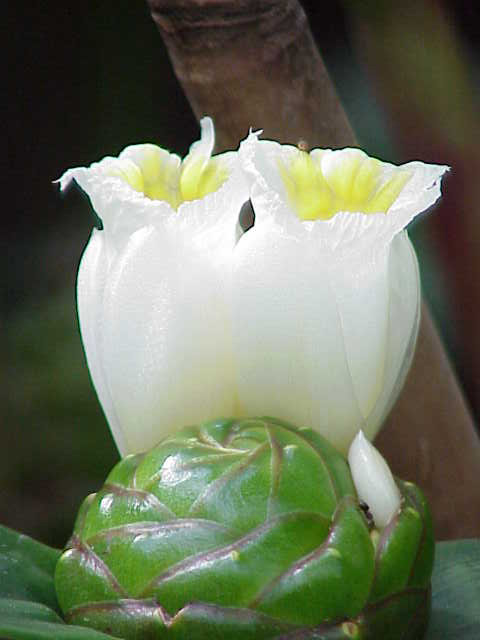
Costus dubius
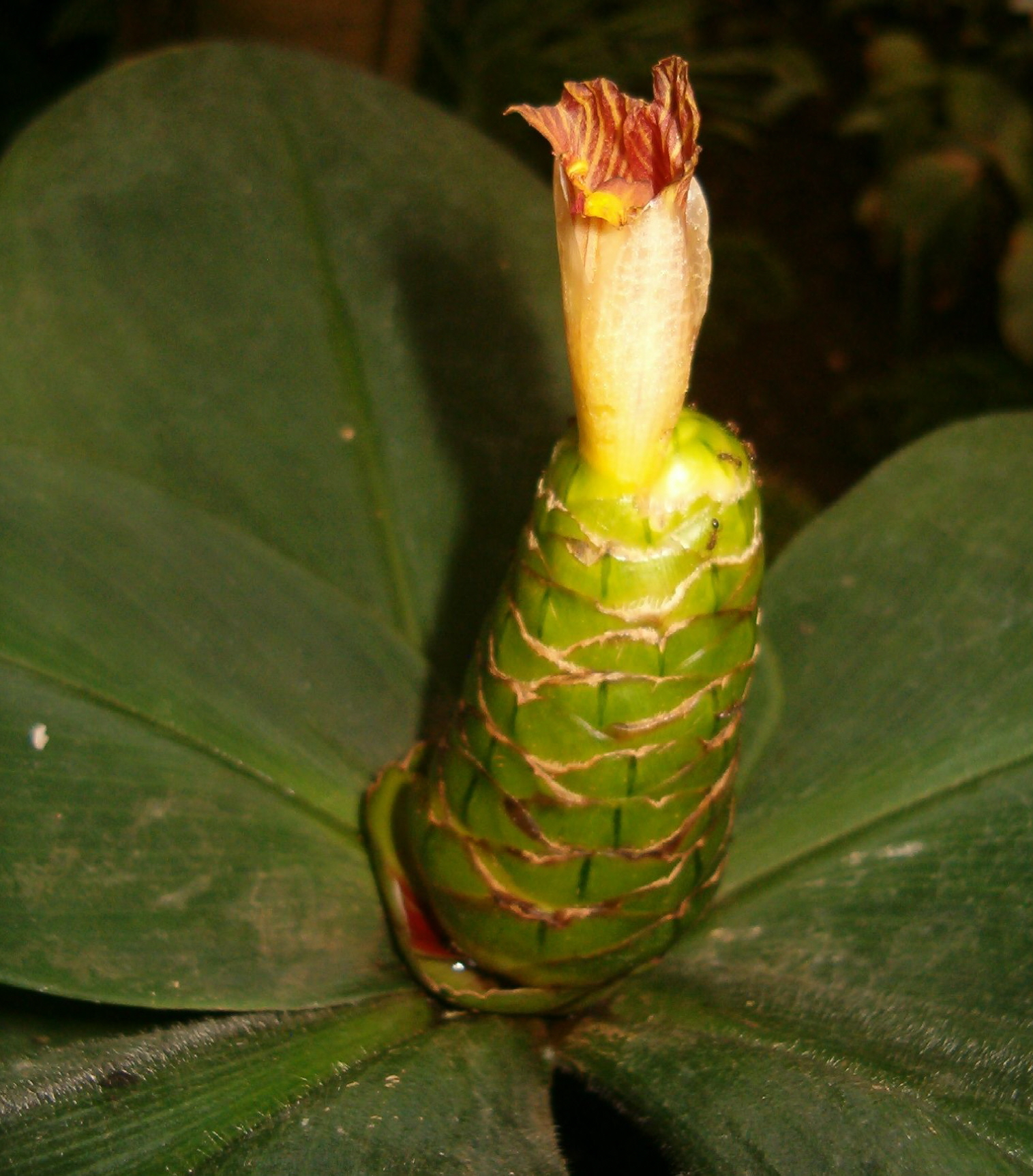
Blütenstand und Blüte von Costus malortieanus
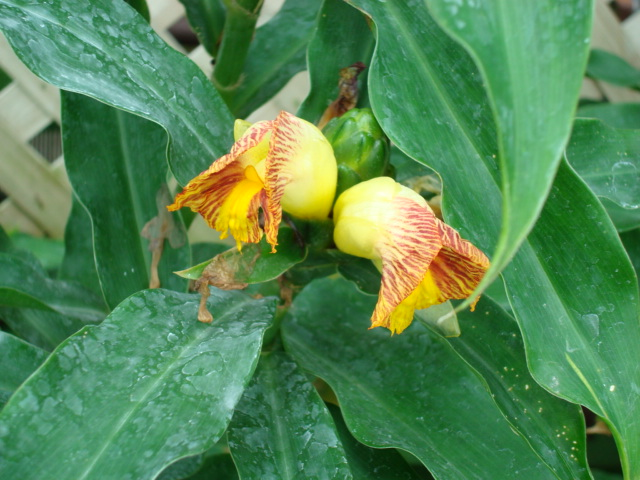
Costus pictus

Tapeinochilos ananassae:

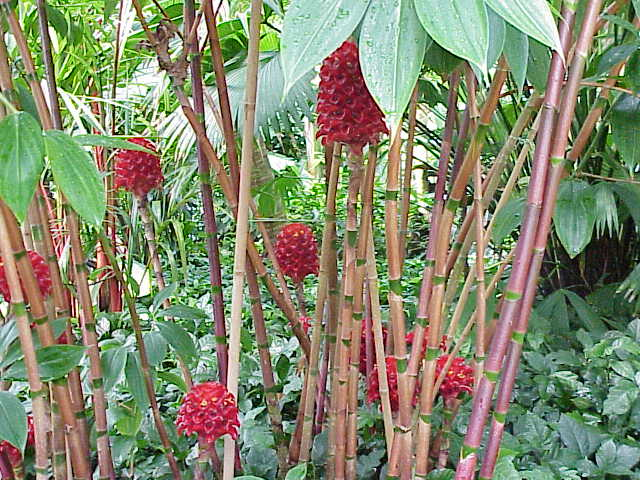
Habitus
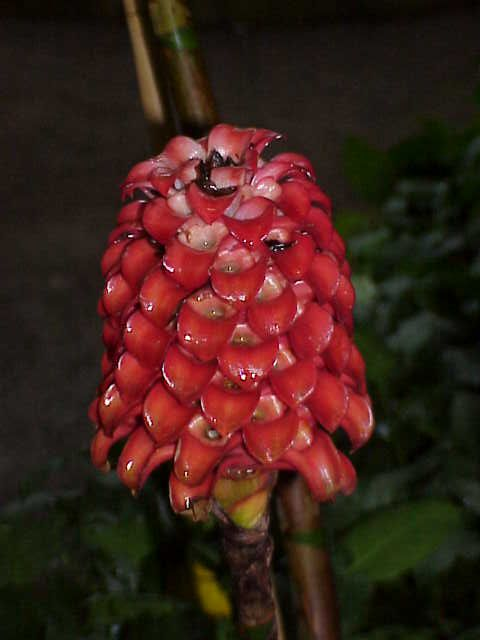
Blütenstand
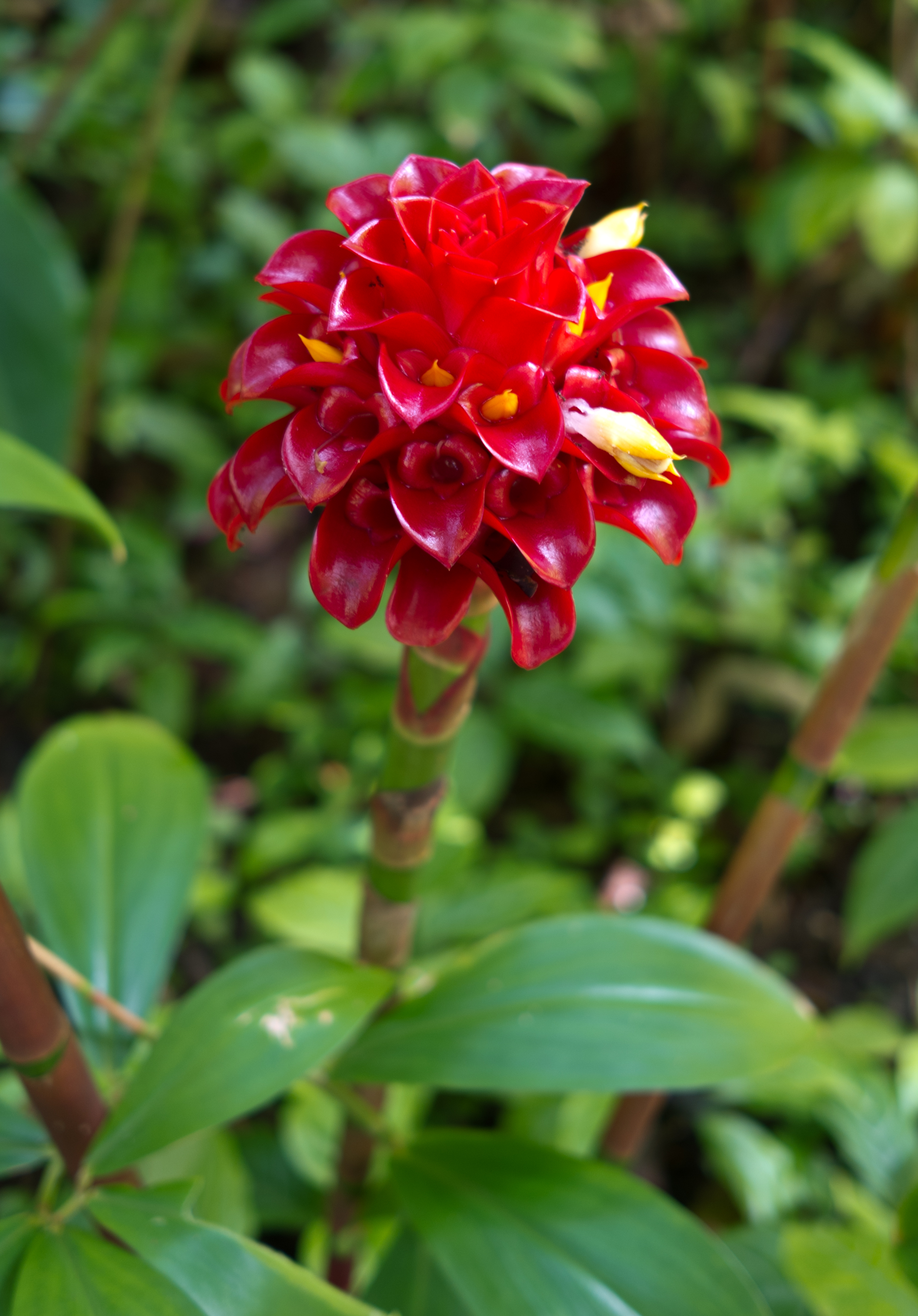
Blütenstand

## Weiterführende Literatur
- K. M. Kay, DW. Schemske: Pollinator assemblages and visitation rates for 11 species of neotropical Costus (Costaceae). In: Biotropica, Volume 35, Number 2, 2003, S. 198–207.